# Diecéze Árd Sratha
Diecéze Árd Sratha je titulární diecéze římskokatolické církve.

## Území
Území biskupského sídla Árd Sratha, se nachází v dnešním Hrabství Tyrone.

## Historie
Klášterní sídlo v Árd Sratha bylo založeno v 6. století, svatým Evženem (irsky Éogan).
Byla jmenována roku 1111 jako diecéze zřízená synodou v Ráth Breasail, avšak synoda v Kells roku 1152 dosadila na její místo diecézi Maghera, kde se sídlo biskupa stěhovalo do Derry. Biskupové Árd Sratha existovali do počátku 13. století. Později bylo sídlo spojeno do diecéze Derry.
Dnes je diecéze využívána jako titulární biskupské sídlo; současným biskupem je Karl Reger, emeritní pomocný biskup diecéze Cách.

## Seznam biskupů
- Sv. Evžen (? – 570 nebo 618)
- Maurice O'Coffy, O.S.A. (před rokem 1152 – 1173)
- Amlaff O'Coffy (1173 – 1185)
- Florence O'Cervallen (1185 – 1230)

## Seznam titulárních biskupů
- 1970 – 1973 Edward Dennis Head
- 1975 – 1986 Joseph Wang Yu-jung
- od 1986 Karl Reger